# استدلال تحلیلی

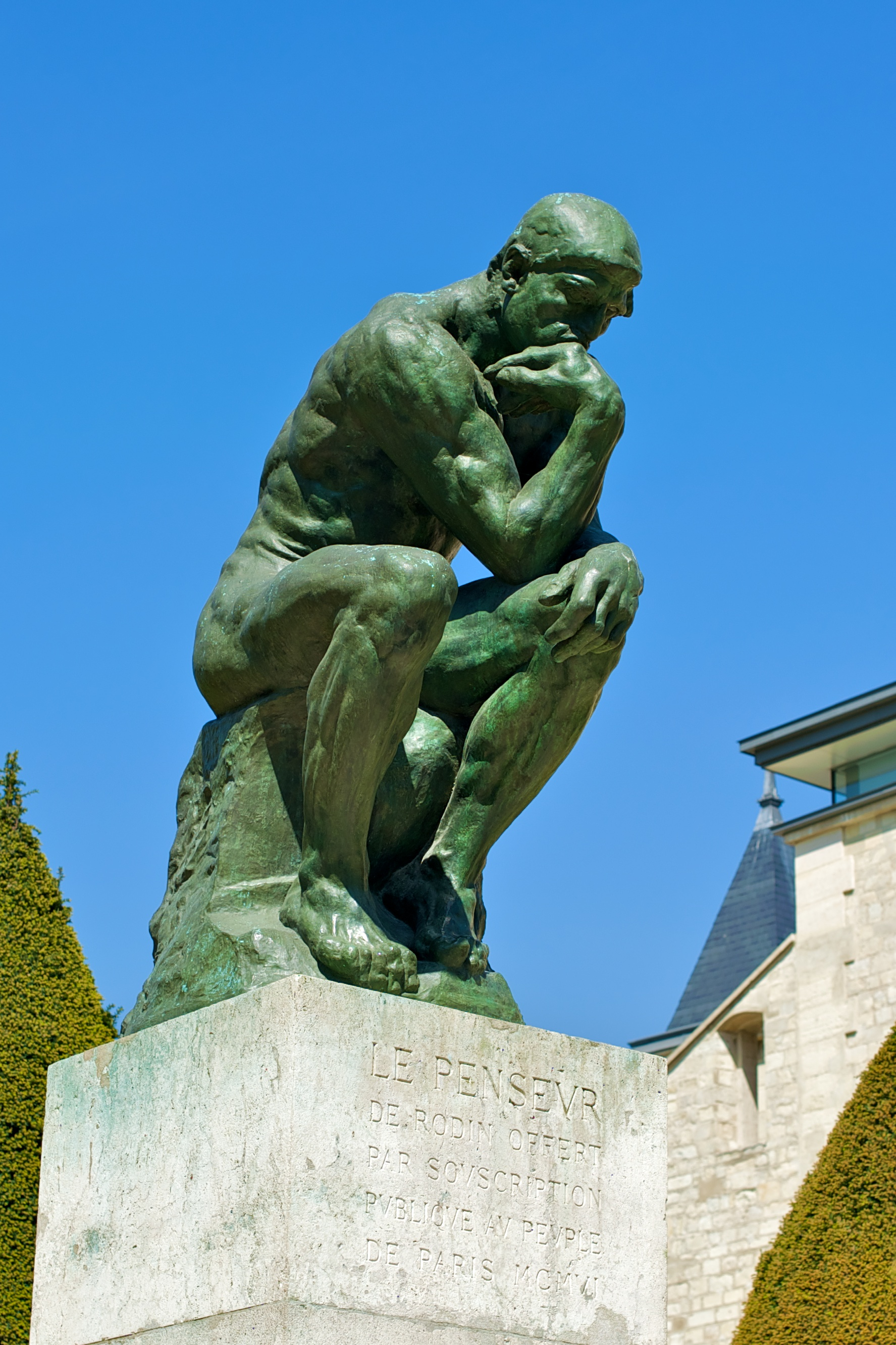
پاریس2010

استدلال تحلیلی (به انگلیسی: Analytic reasoning)، به توانایی تشخیص الگوهای موجود در اطلاعات و نگاه به اطلاعات از نظر کیفی یا کمی و از نظر ماهیت و… اشاره دارد. استدلال تحلیلی مستلزم استدلال قیاسی بدون دانش تخصصی است، مانند: درک ساختار اساسی مجموعه ای از روابط، تشخیص عباراتی که از نظر منطقی هم‌ارزند و استنباط آنچه می‌تواند یا باید بر اساس اطلاعات داده شده صادق باشد.
استدلال تحلیلی امری بدیهی است، به این معنا که حقیقت آن کاملاً مشهود و بی‌نیاز از اثبات است. در مقابل، استدلال ترکیبی مستلزم این است که ما مشاهدات تجربی را نیز در نظر بگیریم که همیشه راه تردید در آن‌ها باز است و بدیهی نیستند. اصطلاحات خاص «تحلیلی» و «ترکیبی» خود توسط کانت (۱۷۸۱) در ابتدای مقاله مشهورش نقد عقل محض ارائه شده‌است.

## استفاده کانت از آن
در فلسفه ایمانوئل کانت، استدلال تحلیلی بیانگر تصدیقاتی (در مقابل تصورات) است که تنها براساس محتوای خود گزاره صورت می‌گیرد و هیچ تجربه خاصی، فراتر از درک معانی کلمات استفاده شده در عبارت برای استدلال تحلیلی ضروری نیست. در استدلال تحلیلی به خلاف گزاره ترکیبی درک معنای خود گزاره برای شروع به تحلیل آن کفایت می‌کند.
به عنوان مثال گزاره «علی مجرد است» را در نظر بگیرید. از طریق استدلال تحلیلی، می‌توان تصدیق کرد که علی ازدواج نکرده‌است چرا که «ازدواج نکرده» هم معنای «مجرد» است. برای ما هیچ تجربه بیرونی خاصی از علی لازم نیست تا این قضاوت را انجام دهیم. در این وضعیت اینکه بگوییم علی ازدواج کرده‌است - با توجه به اینکه مجرد است - خودمتناقض است. صرف درک هم‌معنی بودن دو کلمه مجرد و ازدواج نکرده و درک معنای لغوی این گزاره برای استدلال تحلیلی کافی است و هیچ تجربه بیرونی از واقعیت برای درک آن و انجام استدلال تحلیلی نیاز نیست.